# بزمجه فیروزه‌ای

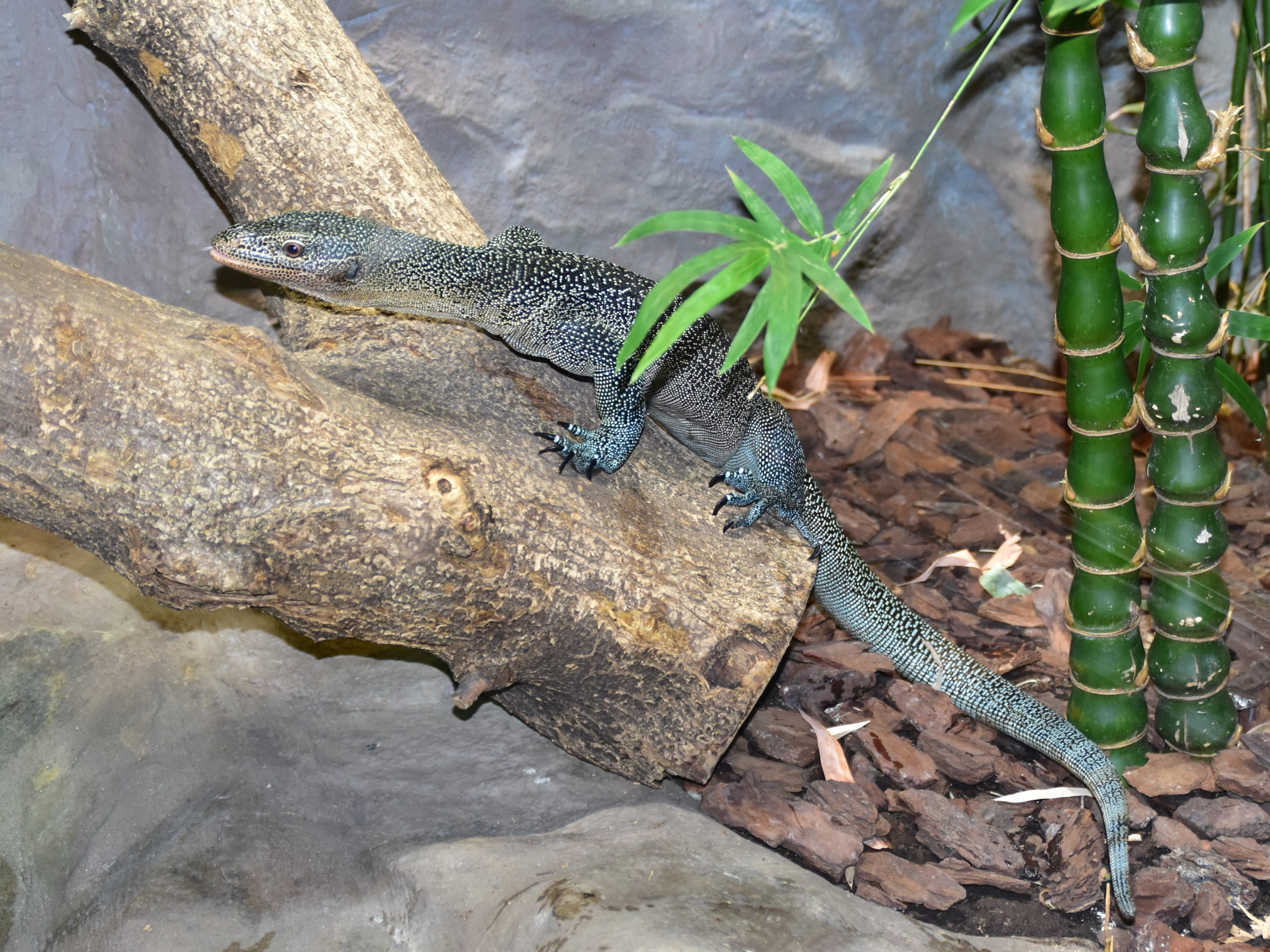
بزمجه فیروزه‌ای

 بزمجه فیروزه‌ای(نام علمی: Varanus caerulivirens) نام یک گونه از سرده بزمجه است.